# ساسان نیک‌نفس
ساسان نیک‌نفس (زادهٔ ۲۱ شهریور ۱۳۶۴ – درگذشتهٔ ۱۷ خردادماه ۱۴۰۰) زندانی سیاسی هوادار نظام پادشاهی بود. نیک نفس در شعبه ۱۵ دادگاه انقلاب تهران به ۸ سال حبس محکوم شده بود. او به دلیل بیماری امکان تحمل حبس را نداشت اما بازداشت و زندانی شد. نیک‌نفس در زندان فشافویه تهران پس از دو روز بی‌خبری از وضعیت و محل نگهداری‌اش و ممانعت از انتقال وی به بیمارستان درگذشت.

## بیماری
ساسان نیک نفس به بیماری صرع مبتلا بود و امکان تحمل زندان را نداشت. وی ۱۵ خرداد ۱۴۰۰ به گفته مقامات قضایی در بیمارستان فوت کرد.

## اطلاعیه قوه قضائیه
بنابر ادعای قوه قضائیه ساسان نیک نفس یکبار اقدام به خودکشی کرد.
در ساعت ۷:۴۰ روز ۱۵ خرداد به علت خروج ترشحات خونی از دهان و بینی ساسان به بهداری زندان منتقل و به علت کاهش سطح هوشیاری به بهداری مرکز اعزام می‌گردد و اقدامات درمانی توسط پزشک متخصص طب اورژانس انجام می‌گیرد و بنا به اظهارات پزشک معالج نامبرده پس از سیر انجام اقدامات درمانی حال عمومی وی مساعد و اقدام به مصرف آب و دو قاشق غذا به دلیل عدم افت قند می‌نماید و شرایط جسمانی رو به بهبودی بوده‌است که طی مکالمه‌ای که با پزشک داشته‌است اعلام می‌دارد از زندانیان چند عدد قرص گرفته و مصرف نموده و پس از مصرف شرایط وی نرمال نبوده‌است که نامبرده مجدداً تشنج کرده و بنا به تشخیص پزشک سریعاً در ساعت ۱۷:۲۰ به صورت اورژانسی به بیمارستان فیروزآبادی منتقل می‌شود و در نهایت این زندانی در بیمارستان فوت می‌کند.

## دادگاه
دی ماه ۱۳۹۸ در شعبه ۱۵ دادگاه انقلاب به ریاست قاضی صلواتی به اتهام اقدام علیه امنیت ملی به ۵ سال زندان، به اتهام تبلیغ علیه نظام به یک سال زندان و برای اتهام توهین به رهبری به دو سال زندان محکوم شد. این حکم در دادگاه تجدید نظر تأیید شد.